# Chomelix
Chomelix ist eine französische Gemeinde mit 449 Einwohnern (Stand 1. Januar 2022) im Département Haute-Loire in der Region Auvergne-Rhône-Alpes (vor 2016 Auvergne). Sie gehört zum Arrondissement Le Puy-en-Velay und zum Kanton Plateau du Haut-Velay granitique.

## Geographie
Die Gemeinde Chomelix liegt am Arzom im Zentralmassiv in der Naturlandschaft Emblavès (auch Emblavez geschrieben), etwa 26 Kilometer nordnordwestlich von Le Puy-en-Velay. Umgeben wird Chomelix von Beaune-sur-Arzon im Norden, Saint-Georges-Lagricol im Nordosten, Saint-Pierre-du-Champ im Osten, Bellevue-la-Montagne im Süden sowie Félines im Westen.

## Bevölkerungsentwicklung
| Jahr                       | 1962 | 1968 | 1975 | 1982 | 1990 | 1999 | 2006 | 2011 | 2020 |
| Einwohner                  | 678  | 631  | 509  | 438  | 376  | 409  | 506  | 492  | 462  |
| Quellen: Cassini und INSEE |      |      |      |      |      |      |      |      |      |

## Sehenswürdigkeiten
- Kirche Saint-Pierre, Monument historique seit 1980

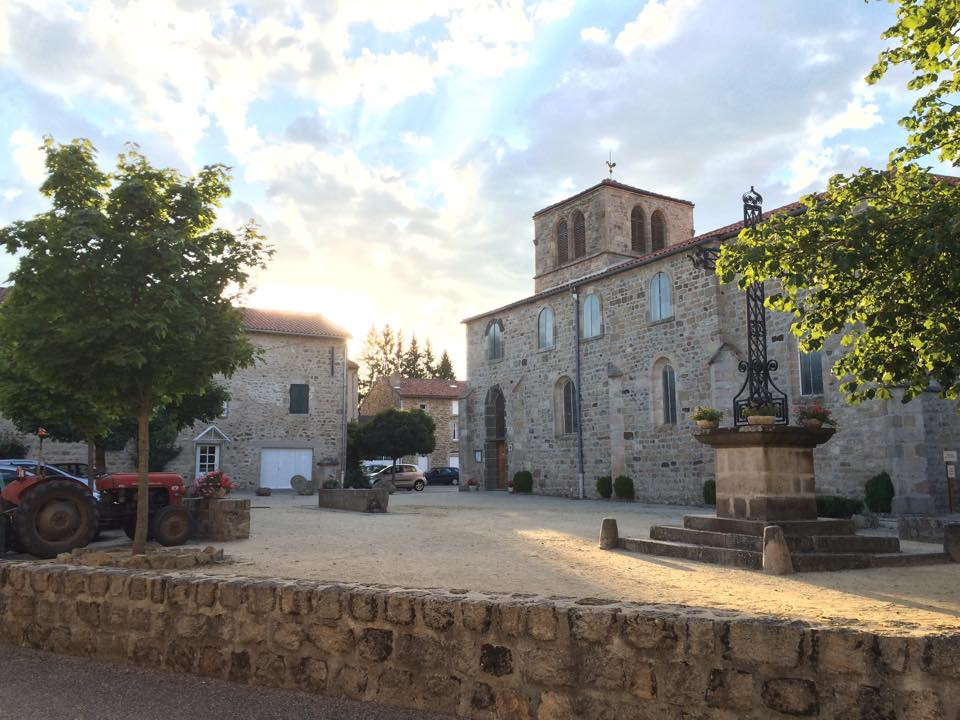
Kirche Saint-Pierre

- Burgruine von Arzon

## Persönlichkeiten
- Henri Alain Liogier (1916–2009), Botaniker